# Истод сибирский
Исто́д сиби́рский (лат. Polýgala sibírica) — вид цветковых растений рода Истод (лат. Polygala) семейства Истодовые (лат. Polygalaceae).

## Ботаническое описание
Многолетнее корневищное травянистое растение высотой 10—20 (по другим источникам, до 35) см. Растение имеет вид куста, так как от одного корневища отходит сразу несколько стеблей. Листья очерёдные, ланцетные, сидячие, светло-зелёного цвета (по этому признаку его можно отличить от истода тонколистного (Polygala tenuifolia), обладающего линейными узкими листьями с острыми концами). Нижняя сторона листьев голая, а верхняя и края коротко опушены.
Мелкие (около 0,5 см в диаметре) синие или синевато-фиолетовые цветки собраны в рыхлое соцветие — одностороннюю кисть длиной 3—7 см. Венчик синий из трёх — пяти лепестков, иногда срастающихся друг с другом. Чашечка из пяти чашелистиков, также синяя. Цветение продолжительное, с июля по август.
Плод — сплюснутая широкая коробочка диаметром до 5 мм, имеет 2 гнезда.
Вегетативное размножение осуществляется делением куста.

## Ареал и местообитание
Произрастает в степях Алтая, Сибири, Дальнего Востока, реже на Кавказе, Украине, в Белгородской области и песчаных заволжских лугах. Лучше всего растёт на рыхлой, хорошо воздухо- и водопроницаемой песчаной почве. Гелиофит, засухоустойчив.

## Хозяйственное значение и применение
Истод сибирский используется в садоводстве как декоративное растение. Обычно его высаживают густыми и плотными посадками, так как поодиночке он малопривлекателен.
Это растение также нашло применение в народной медицине. Его используют как отхаркивающее средство, он повышает секрецию слюнных и слизистых желёз, способствует разжижению слизи. Поэтому отвар из корней (лат. Radix Polygalae) и корневищ истода сибирского применяют как отхаркивающее средство при хронических заболеваниях органов дыхания.

## Особенности химического состава
Лекарственное действие корней и корневищ истода сибирского обусловлено содержащимися в них тритерпеновыми сапонинами. Кроме того, они содержат жирное масло, виноградный сахар, эфирное масло, спирт, смолы, салициловокислый метиловый эфир и валерьяновую кислоту.